# Списак насељених места у Француској: A
| A \| B \| C \| D \| E \| F \| G \| H \| I \| J \| K \| L \| M \| N \| O \| P \| Q \| R \| S \| T \| U \| V \| W \| X \| Y \| Z \| É |

- Aast
- Abainville
- Abancourt (Nord)
- Abancourt (Oise)
- Abaucourt
- Abaucourt-Hautecourt
- Abbans-Dessous
- Abbans-Dessus
- Abbaretz
- Abbecourt
- Abbenans
- Abbeville-Saint-Lucien
- Abbécourt
- Abbéville
- Abbéville-la-Rivière
- Abbéville-lès-Conflans
- Abbévillers
- Abeilhan
- Abelcourt
- Abergement-Clémenciat
- Abergement-Sainte-Colombe
- Abergement-de-Cuisery
- Abergement-de-Varey
- Abergement-la-Ronce
- Abergement-le-Grand
- Abergement-le-Petit
- Abergement-lès-Thésy
- Abidos
- Abilly
- Abitain
- Abjat-sur-Bandiat
- Ablain-Saint-Nazaire
- Ablaincourt-Pressoir
- Ablainzevelle
- Ablancourt
- Ableiges
- Ableuvenettes
- Ablis
- Ablon
- Ablon-sur-Seine
- Aboncourt (Meurthe-et-Moselle)
- Aboncourt (Moselle)
- Aboncourt-Gesincourt
- Aboncourt-sur-Seille
- Abondance
- Abos
- Aboën
- Abreschviller
- Abrest
- Abrets
- Abriès
- Abscon
- Absie
- Abzac (Charente)
- Abzac (Gironde)
- Abère
- Accolans
- Accolay
- Accons
- Accous
- Achain
- Achen
- Achenheim
- Achery
- Acheux-en-Amiénois
- Acheux-en-Vimeu
- Acheville
- Achey
- Achicourt
- Achiet-le-Grand
- Achiet-le-Petit
- Achun
- Achy
- Achères (Cher)
- Achères (Yvelines)
- Achères-la-Forêt
- Acigné
- Aclou
- Acon
- Acq
- Acqueville (Calvados)
- Acqueville (Manche)
- Acquigny
- Acquin-Westbécourt
- Acy
- Acy-Romance
- Acy-en-Multien
- Adaincourt
- Adainville
- Adam-lès-Passavant
- Adam-lès-Vercel
- Adamswiller
- Adast
- Adelange
- Adelans-et-le-Val-de-Bithaine
- Adervielle-Pouchergues
- Adilly
- Adinfer
- Adissan
- Adjots
- Adon
- Adrets
- Adrets-de-l'Estérel
- Adriers
- Adé
- Afa
- Affieux
- Affléville
- Affoux
- Affracourt
- Affringues
- Agassac
- Agde
- Agel
- Agen
- Agen-d'Aveyron
- Agencourt
- Agenville
- Agenvillers
- Ageux
- Ageville
- Agey
- Aghione
- Agincourt
- Agmé
- Agnac
- Agnat
- Agneaux
- Agnetz
- Agnez-lès-Duisans
- Agnicourt-et-Séchelles
- Agnin
- Agnières
- Agnières-en-Dévoluy
- Agnos
- Agny
- Agon-Coutainville
- Agonac
- Agonges
- Agonès
- Agos-Vidalos
- Agris
- Agudelle
- Aguessac
- Aguilcourt
- Aguts
- Agy
- Ahaxe-Alciette-Bascassan
- Ahetze
- Ahuillé
- Ahun
- Ahuy
- Ahéville
- Aibes
- Aibre
- Aiffres
- Aigaliers
- Aigle
- Aiglemont
- Aiglepierre
- Aigleville
- Aiglun (Alpes-Maritimes)
- Aiglun (Alpes-de-Haute-Provence)
- Aignan
- Aignay-le-Duc
- Aigne
- Aignerville
- Aignes
- Aignes-et-Puypéroux
- Aigneville
- Aigny
- Aigné
- Aigonnay
- Aigre
- Aigrefeuille
- Aigrefeuille-d'Aunis
- Aigrefeuille-sur-Maine
- Aigremont (Gard)
- Aigremont (Haute-Marne)
- Aigremont (Yonne)
- Aigremont (Yvelines)
- Aiguebelette-le-Lac
- Aiguebelle
- Aigueblanche
- Aiguefonde
- Aigueperse (Puy-de-Dôme)
- Aigueperse (Rodan)
- Aigues-Juntes
- Aigues-Mortes
- Aigues-Vives (Ariège)
- Aigues-Vives (Aude)
- Aigues-Vives (Gard)
- Aigues-Vives (Hérault)
- Aiguilhe
- Aiguilles
- Aiguillon (Ariège)
- Aiguillon (Lot-et-Garonne)
- Aiguillon-sur-Mer
- Aiguillon-sur-Vie
- Aiguines
- Aigurande
- Aiguèze
- Ailhon
- Aillant-sur-Milleron
- Aillant-sur-Tholon
- Aillas
- Ailleux
- Aillevans
- Ailleville
- Aillevillers-et-Lyaumont
- Aillianville
- Aillières-Beauvoir
- Aillon-le-Jeune
- Aillon-le-Vieux
- Ailloncourt
- Ailly
- Ailly-le-Haut-Clocher
- Ailly-sur-Noye
- Ailly-sur-Somme
- Aimargues
- Aime
- Ainay-le-Château
- Ainay-le-Vieil
- Aincille
- Aincourt
- Aincreville
- Aingeray
- Aingeville
- Aingoulaincourt
- Ainharp
- Ainhice-Mongelos
- Ainhoa
- Ainvelle (Haute-Saône)
- Ainvelle (Vosges)
- Airaines
- Airan
- Aire
- Aire-sur-l'Adour
- Aire-sur-la-Lys
- Airel
- Aires
- Airion
- Airon-Notre-Dame
- Airon-Saint-Vaast
- Airoux
- Airvault
- Aiserey
- Aisey-et-Richecourt
- Aisey-sur-Seine
- Aisonville-et-Bernoville
- Aisy-sous-Thil
- Aisy-sur-Armançon
- Aiti
- Aiton
- Aix (Corrèze)
- Aix (Nord)
- Aix-Noulette
- Aix-d'Angillon
- Aix-en-Diois
- Aix-en-Ergny
- Aix-en-Issart
- Aix-en-Othe
- Aix-la-Fayette
- Aix-les-Bains
- Aixe-sur-Vienne
- Aizac
- Aizanville
- Aize
- Aizecourt-le-Bas
- Aizecourt-le-Haut
- Aizelles
- Aizenay
- Aizier
- Aizy-Jouy
- Ajac
- Ajaccio
- Ajain
- Ajat
- Ajoncourt
- Ajou
- Ajoux
- Alaigne
- Alaincourt (Aisne)
- Alaincourt (Haute-Saône)
- Alaincourt-la-Côte
- Alairac
- Alan (Haute-Garonne)
- Alando
- Alata
- Alba-la-Romaine
- Alban (Tarn)
- Albaret-Sainte-Marie
- Albaret-le-Comtal
- Albas (Aude)
- Albas (Lot)
- Albefeuille-Lagarde
- Albenc
- Albens
- Albepierre-Bredons
- Albertacce
- Albertville
- Albestroff
- Albi (Tarn)
- Albiac (Haute-Garonne)
- Albiac (Lot)
- Albias
- Albiez-Montrond
- Albiez-le-Jeune
- Albignac
- Albigny-sur-Saône
- Albine
- Albitreccia
- Albières
- Albiès
- Albon (Ardèche)
- Albon (Drôme)
- Alboussière
- Albres
- Albussac
- Alby-sur-Chéran
- Albère
- Albé
- Aldudes
- Alembon
- Alençon
- Alet-les-Bains
- Alette
- Aleu
- Alex
- Alexain
- Aleyrac
- Alfortville
- Algajola
- Algans
- Algolsheim
- Algrange
- Alignan-du-Vent
- Alincourt
- Alincthun
- Alise-Sainte-Reine
- Alissas
- Alix
- Alixan
- Alizay
- Alièze
- Allain
- Allaines
- Allaines-Mervilliers
- Allainville (Eure-et-Loir)
- Allainville (Yvelines)
- Allaire
- Allamont
- Allamps
- Allan
- Allanche
- Alland'Huy-et-Sausseuil
- Allarmont
- Allas-Bocage
- Allas-Champagne
- Allas-les-Mines
- Allassac
- Allauch
- Alleins
- Allemagne-en-Provence
- Allemanche-Launay-et-Soyer
- Allemans
- Allemans-du-Dropt
- Allemant (Aisne)
- Allemant (Marne)
- Allemond
- Allenay
- Allenc
- Allenjoie
- Allennes-les-Marais
- Allenwiller
- Allerey
- Allerey-sur-Saône
- Allery
- Alles-sur-Dordogne
- Alleuds (Deux-Sèvres)
- Alleuds (Maine-et-Loire)
- Alleux
- Alleuze
- Allevard
- Allex
- Alleyrac
- Alleyras
- Alleyrat (Corrèze)
- Alleyrat (Creuse)
- Allez-et-Cazeneuve
- Alliancelles
- Alliat
- Allibaudières
- Allichamps
- Allier (Hautes-Pyrénées)
- Alligny-Cosne
- Alligny-en-Morvan
- Allineuc
- Allinges
- Allières
- Alliés
- Allogny
- Allondans
- Allondaz
- Allondrelle-la-Malmaison
- Allonne (Deux-Sèvres)
- Allonne (Oise)
- Allonnes (Eure-et-Loir)
- Allonnes (Maine-et-Loire)
- Allonnes (Sarthe)
- Allons (Alpes-de-Haute-Provence)
- Allons (Lot-et-Garonne)
- Allonville
- Allonzier-la-Caille
- Allos
- Allouagne
- Alloue
- Allouis
- Allouville-Bellefosse
- Allues
- Alluets-le-Roi
- Alluy
- Alluyes
- Ally (Cantal)
- Ally (Haute-Loire)
- Allègre (Gard)
- Allègre (Haute-Loire)
- Allèves
- Allériot
- Almayrac
- Almenêches
- Almont-les-Junies
- Alos (Ariège)
- Alos (Tarn)
- Alos-Sibas-Abense
- Aloxe-Corton
- Alpuech
- Alquines
- Alrance
- Alsting
- Altagène
- Alteckendorf
- Altenach
- Altenheim
- Althen-des-Paluds
- Altiani
- Altier
- Altillac
- Altkirch
- Altorf
- Altrippe
- Altviller
- Altwiller
- Aluze
- Alvignac
- Alvimare
- Alzen
- Alzi
- Alzing
- Alzon
- Alzonne
- Alçay-Alçabéhéty-Sunharette
- Alès
- Alénya
- Aléria
- Amage
- Amagne
- Amagney
- Amailloux
- Amance (Aube)
- Amance (Haute-Saône)
- Amance (Meurthe-et-Moselle)
- Amancey
- Amancy
- Amange
- Amanlis
- Amanty
- Amanvillers
- Amanzé
- Amareins-Francheleins-Cesseins
- Amarens
- Amathay-Vésigneux
- Amayé-sur-Orne
- Amayé-sur-Seulles
- Amazy
- Ambacourt
- Ambarès-et-Lagrave
- Ambax
- Ambazac
- Ambel
- Ambenay
- Ambernac
- Amberre
- Ambert
- Ambeyrac
- Ambialet
- Ambiegna
- Ambierle
- Ambillou
- Ambillou-Château
- Ambilly
- Ambiévillers
- Amblainville
- Amblans-et-Velotte
- Ambleny
- Ambleteuse
- Ambleville (Charente)
- Ambleville (Val-d'Oise)
- Amblie
- Amblimont
- Ambloy
- Ambly-Fleury
- Ambly-sur-Meuse
- Ambléon
- Amboise
- Ambon
- Ambonil
- Ambonnay
- Ambonville
- Ambrault
- Ambres
- Ambricourt
- Ambrief
- Ambrines
- Ambrières
- Ambrières-les-Vallées
- Ambronay
- Ambrugeat
- Ambrumesnil
- Ambrus
- Ambutrix
- Ambès
- Ambérac
- Ambérieu-en-Bugey
- Ambérieux
- Ambérieux-en-Dombes
- Amel-sur-l'Etang
- Amelécourt
- Amendeuix-Oneix
- Amenoncourt
- Amenucourt
- Ames (Francja)
- Amettes
- Ameugny
- Ameuvelle
- Amfreville (Calvados)
- Amfreville (Manche)
- Amfreville-la-Campagne
- Amfreville-la-Mi-Voie
- Amfreville-les-Champs (Eure)
- Amfreville-sous-les-Monts
- Amfreville-sur-Iton
- Amfroipret
- Amiens
- Amifontaine
- Amigny
- Amigny-Rouy
- Amillis
- Amilly (Eure-et-Loir)
- Amilly (Loiret)
- Amions
- Amirat
- Ammerschwihr
- Ammerzwiller
- Amné
- Amnéville
- Amoncourt
- Amondans
- Amont-et-Effreney
- Amorots-Succos
- Amou
- Ampilly-le-Sec
- Ampilly-les-Bordes
- Amplepuis
- Amplier
- Ampoigné
- Amponville
- Ampriani
- Ampuis
- Ampus
- Amuré
- Amy
- Amécourt
- Amélie-les-Bains-Palalda
- Anais (Charente)
- Anais (Charente-Maritime)
- Anan
- Ance
- Anceaumeville
- Anceins
- Ancelle
- Ancemont
- Ancenis
- Ancerville (Meuse)
- Ancerville (Moselle)
- Ancerviller
- Ancey
- Anchamps
- Anchenoncourt-et-Chazel
- Anché (Indre-et-Loire)
- Anché (Vienne)
- Ancienville
- Ancier
- Ancinnes
- Ancizan
- Ancizes-Comps
- Ancourt
- Ancourteville-sur-Héricourt
- Ancretiéville-Saint-Victor
- Ancretteville-sur-Mer
- Ancteville
- Anctoville
- Anctoville-sur-Boscq
- Ancy
- Ancy-le-Franc
- Ancy-le-Libre
- Ancy-sur-Moselle
- Ancône
- Andainville
- Andance
- Andancette
- Andard
- Andechy
- Andel
- Andelain
- Andelaroche
- Andelarre
- Andelarrot
- Andelat
- Andelnans
- Andelot-Blancheville
- Andelot-Morval
- Andelot-en-Montagne
- Andelu
- Andernay
- Andernos-les-Bains
- Anderny
- Andert-et-Condon
- Andeville
- Andigné
- Andillac
- Andilly (Charente-Maritime)
- Andilly (Haute-Savoie)
- Andilly (Meurthe-et-Moselle)
- Andilly (Val-d'Oise)
- Andilly-en-Bassigny
- Andiran
- Andlau
- Andoins
- Andolsheim
- Andon
- Andonville
- Andornay
- Andouillé
- Andouillé-Neuville
- Andouque
- Andrein
- Andres
- Andrest
- Andrezel
- Andrezé
- Andryes
- Andrésy
- Andrézieux-Bouthéon
- Anduze
- Andé
- Anet
- Anetz
- Angaïs
- Angeac-Champagne
- Angeac-Charente
- Angecourt
- Angeduc
- Angely
- Angeot
- Angerville (Calvados)
- Angerville (Essonne)
- Angerville-Bailleul
- Angerville-l'Orcher
- Angerville-la-Campagne
- Angerville-la-Martel
- Angervilliers
- Angeville
- Angevillers
- Angey
- Angicourt
- Angiens
- Angirey
- Angivillers
- Anglade
- Anglards-de-Saint-Flour
- Anglards-de-Salers
- Anglars
- Anglars-Juillac
- Anglars-Nozac
- Anglars-Saint-Félix
- Anglefort
- Anglemont
- Angles (Alpes-de-Haute-Provence)
- Angles (Gard)
- Angles (Hautes-Pyrénées)
- Angles (Pyrénées-Orientales)
- Angles (Wandea)
- Angles-sur-Corrèze
- Angles-sur-l'Anglin
- Anglesqueville-l'Esneval
- Anglesqueville-la-Bras-Long
- Anglet
- Angliers (Charente-Maritime)
- Angliers (Vienne)
- Anglure
- Anglure-sous-Dun
- Angluzelles-et-Courcelles
- Anglès
- Angoisse
- Angomont
- Angos
- Angoulins
- Angoulême
- Angoumé
- Angous
- Angoustrine-Villeneuve-des-Escaldes
- Angoville
- Angoville-au-Plain
- Angoville-sur-Ay
- Angres
- Angresse
- Angrie
- Anguerny
- Anguilcourt-le-Sart
- Angy
- Angé
- Anhaux
- Anhiers
- Aniane
- Aniche
- Anisy
- Anizy-le-Château
- Anjeux
- Anjou
- Anjouin
- Anjoutey
- Anla
- Anlezy
- Anlhiac
- Annay (Nièvre)
- Annay (Pas-de-Calais)
- Annay-la-Côte
- Annay-sur-Serein
- Annebault
- Annecy
- Annecy-le-Vieux
- Annelles
- Annemasse
- Annepont
- Annequin
- Annesse-et-Beaulieu
- Annet-sur-Marne
- Anneux
- Anneville-Ambourville
- Anneville-en-Saire
- Anneville-sur-Scie
- Anneyron
- Annezay
- Annezin
- Annoeullin
- Annoire
- Annois
- Annoisin-Chatelans
- Annoix
- Annonay
- Annonville
- Annot
- Annouville-Vilmesnil
- Annoux
- Annoville
- Annéot
- Annéville-la-Prairie
- Anor
- Anos
- Anost
- Anould
- Anoux
- Anoye
- Anquetierville
- Anrosey
- Ansac-sur-Vienne
- Ansacq
- Ansan
- Ansauville
- Ansauvillers
- Anse
- Anserville
- Ansignan
- Ansost
- Ansouis
- Anstaing
- Antagnac
- Anterrieux
- Anteuil
- Antezant-la-Chapelle
- Anthelupt
- Anthenay
- Antheny
- Antheuil
- Antheuil-Portes
- Anthien
- Anthon
- Anthy-sur-Léman
- Anthé
- Antichan
- Antichan-de-Frontignes
- Antignac (Cantal)
- Antignac (Haute-Garonne)
- Antigny (Vienne)
- Antigny (Wandea)
- Antigny-la-Ville
- Antilly (Moselle)
- Antilly (Oise)
- Antin
- Antisanti
- Antist
- Antogny le Tillac
- Antoigny
- Antoigné
- Antoingt
- Antonaves
- Antonne-et-Trigonant
- Antony
- Antraigues-sur-Volane
- Antrain
- Antran
- Antras (Ariège)
- Antras (Gers)
- Antrenas
- Antugnac
- Antully
- Anville
- Anvin
- Anvéville
- Any-Martin-Rieux
- Anzat-le-Luguet
- Anzeling
- Anzex
- Anzin
- Anzin-Saint-Aubin
- Anzy-le-Duc
- Anzême
- Anères
- Aoste
- AouSainte-sur-Sye
- Aougny
- Aouste
- Aouze
- Apach
- Apchat
- Apchon
- Apinac
- Appelle
- Appenai-sous-Bellême
- Appenans
- Appenwihr
- Appeville
- Appeville-Annebault
- Appietto
- Appilly
- Appoigny
- Apprieu
- Appy
- Apremont (Ain)
- Apremont (Ardennes)
- Apremont (Haute-Saône)
- Apremont (Oise)
- Apremont (Savoie)
- Apremont (Wandea)
- Apremont-la-Forêt
- Apremont-sur-Allier
- Aprey
- Apt
- Arabaux
- Aragnouet
- Aragon
- Aramits
- Aramon
- Aranc
- Arancou
- Arandas
- Arandon
- Araujuzon
- Araules
- Araux
- Arbanats
- Arbas
- Arbecey
- Arbellara
- Arbent
- Arbignieu
- Arbigny
- Arbigny-sous-Varennes
- Arbin
- Arbis
- Arblade-le-Bas
- Arblade-le-Haut
- Arbois
- Arbon
- Arbonne
- Arbonne-la-Forêt
- Arboras
- Arbori
- Arbot
- Arbouans
- Arboucave
- Arbouet-Sussaute
- Arbourse
- Arboussols
- Arbresle
- Arbrissel
- Arbus (Pyrénées-Atlantiques)
- Arbusigny
- Arbéost
- Arbérats-Sillègue
- Arc-en-Barrois
- Arc-et-Senans
- Arc-lès-Gray
- Arc-sous-Cicon
- Arc-sous-Montenot
- Arc-sur-Tille
- Arcachon
- Arcambal
- Arcangues
- Arceau
- Arcenant
- Arcens
- Arces
- Arces-Dilo
- Arcey (Côte-d'Or)
- Arcey (Doubs)
- Archail
- Archamps
- Archelange
- Arches (Cantal)
- Arches (Vosges)
- Archettes
- Archiac
- Archignac
- Archignat
- Archigny
- Archingeay
- Archon
- Arcinges
- Arcins
- Arcis-le-Ponsart
- Arcis-sur-Aube
- Arcizac-Adour
- Arcizac-ez-Angles
- Arcizans-Avant
- Arcizans-Dessus
- Arcomps
- Arcon
- Arconcey
- Arconsat
- Arconville
- Arcs
- Arcueil
- Arcy-Sainte-Restitue
- Arcy-sur-Cure
- Ardelles
- Ardelu
- Ardenais
- Ardenay-sur-Mérize
- Ardengost
- Ardentes
- Ardes
- Ardeuil-et-Montfauxelles
- Ardillats
- Ardilleux
- Ardillières
- Ardin
- Ardizas
- Ardiège
- Ardoix
- Ardon (Jura)
- Ardon (Loiret)
- Ardouval
- Ardres
- Aregno
- Areines
- Aren (Pyrénées-Atlantiques)
- Arengosse
- Arenthon
- Aresches
- Aressy
- Arette
- Arfeuille-Châtain
- Arfeuilles
- Arfons
- Argagnon
- Arganchy
- Argancy
- Argançon
- Argein
- Argeliers
- Argelliers
- Argelos (Landes)
- Argelos (Pyrénées-Atlantiques)
- Argelouse
- Argelès
- Argelès-Gazost
- Argelès-sur-Mer
- Argences
- Argens-Minervois
- Argent-sur-Sauldre
- Argentan (Orne)
- Argentat
- Argentenay
- Argenteuil
- Argenteuil-sur-Armançon
- Argentine
- Argentière-la-Bessée
- Argentières
- Argenton
- Argenton-Château
- Argenton-Notre-Dame
- Argenton-l'Eglise
- Argenton-sur-Creuse
- Argentré
- Argentré-du-Plessis
- Argenvilliers
- Argenvières
- Argers
- Arget
- Argilliers
- Argillières
- Argilly
- Argis
- Argiusta-Moriccio
- Argiésans
- Argoeuves
- Argol
- Argonay
- Argouges
- Argoules
- Argueil
- Arguel (Doubs)
- Arguel (Somme)
- Arguenos
- Argut-Dessous
- Argy
- Arhansus
- Aries-Espénan
- Arifat
- Arignac
- Arinthod
- Arith
- Arjuzanx
- Arlanc
- Arlay
- Arlebosc
- Arlempdes
- Arles
- Arles-sur-Tech
- Arlet
- Arleuf
- Arleux
- Arleux-en-Gohelle
- Arlos
- Armaillé
- Armancourt (Oise)
- Armancourt (Somme)
- Armaucourt
- Armbouts-Cappel
- Armeau
- Armendarits
- Armenteule
- Armentieux
- Armentières
- Armentières-sur-Avre
- Armentières-sur-Ourcq
- Armes
- Armillac
- Armissan
- Armix
- Armous-et-Cau
- Armoy
- Arnac
- Arnac-Pompadour
- Arnac-la-Poste
- Arnac-sur-Dourdou
- Arnage
- Arnancourt
- Arnas
- Arnaud-Guilhem
- Arnave
- Arnaville
- Arnay-le-Duc
- Arnay-sous-Vitteaux
- Arnayon
- Arnicourt
- Arnières-sur-Iton
- Arnos
- Arnouville-lès-Gonesse
- Arnouville-lès-Mantes
- Arnèke
- Arné
- Arnéguy
- Aroffe
- Aromas
- Aron (Mayenne)
- Aroue-Ithorots-Olhaïby
- Aroz
- Arpaillargues-et-Aureillac
- Arpajon
- Arpajon-sur-Cère
- Arpavon
- Arpenans
- Arpheuilles (Cher)
- Arpheuilles (Indre)
- Arpheuilles-Saint-Priest
- Arphy
- Arquenay
- Arques (Aude)
- Arques (Aveyron)
- Arques (Lot)
- Arques (Pas-de-Calais)
- Arques-la-Bataille
- Arquettes-en-Val
- Arquian
- Arquèves
- ArraSaint-Larrebieu
- Arracourt
- Arradon
- Arraincourt
- Arrancourt
- Arrancy
- Arrancy-sur-Crusne
- Arrans
- Arras (Pas-de-Calais)
- Arras-en-Lavedan
- Arras-sur-Rhône
- Arraute-Charritte
- Arraye-et-Han
- Arrayou-Lahitte
- Arre (Gard)
- Arreau
- Arrelles
- Arrembécourt
- Arrens-Marsous
- Arrentières
- Arrentès-de-Corcieux
- Arrest
- Arreux
- Arriance
- Arricau-Bordes
- Arrien
- Arrien-en-Bethmale
- Arrigas
- Arrigny
- Arro
- Arrodets
- Arrodets-ez-Angles
- Arromanches-les-Bains
- Arronnes
- Arronville
- Arros-de-Nay
- Arrosès
- Arrou
- Arrout
- Arrouède
- Arry (Moselle)
- Arry (Somme)
- Arrènes
- Ars (Charente)
- Ars (Creuse)
- Ars-Laquenexy
- Ars-en-Ré
- Ars-les-Favets
- Ars-sur-Formans
- Ars-sur-Moselle
- Arsac
- Arsac-en-Velay
- Arsague
- Arsans
- Arsonval
- Arsure-Arsurette
- Arsures
- Arsy
- Art-sur-Meurthe
- Artagnan
- Artaise-le-Vivier
- Artaix
- Artalens-Souin
- Artannes-sur-Indre
- Artannes-sur-Thouet
- Artas
- Artassenx
- Artemare
- Artemps
- Artenay
- Arthaz-Pont-Notre-Dame
- Arthel
- Arthenac
- Arthenas
- Arthez-d'Armagnac
- Arthez-d'Asson
- Arthez-de-Béarn
- Arthezé
- Arthies
- Arthon
- Arthon-en-Retz
- Arthonnay
- Arthun
- Arthès
- Arthémonay
- Artigat
- Artignosc-sur-Verdon
- Artigue
- Artigueloutan
- Artiguelouve
- Artiguemy
- Artigues (Ariège)
- Artigues (Aude)
- Artigues (Hautes-Pyrénées)
- Artigues (Var)
- Artigues-près-Bordeaux
- Artins
- Artix (Ariège)
- Artix (Pyrénées-Atlantiques)
- Artolsheim
- Artonges
- Artonne
- Artres
- Artzenheim
- Arudy
- Arue
- Arvert
- Arveyres
- Arvieu
- Arvieux
- Arvigna
- Arvillard
- Arville (Loir-et-Cher)
- Arville (Seine-et-Marne)
- Arvillers
- Arx
- Arzacq-Arraziguet
- Arzal
- Arzano (Finistère)
- Arzay
- Arzembouy
- Arzenc-d'Apcher
- Arzenc-de-Randon
- Arzens
- Arzillières-Neuville
- Arzon
- Arzviller
- Arâches
- Arçais
- Arçay (Cher)
- Arçay (Vienne)
- Arçon
- Arçonnay
- Arès
- Asasp-Arros
- Ascain
- Ascarat
- Aschbach
- Aschères-le-Marché
- Asco
- Ascou
- Ascoux
- Ascros
- Asfeld
- Aslonnes
- Asnan
- Asnans-Beauvoisin
- Asnelles
- Asnières
- Asnières-en-Bessin
- Asnières-en-Montagne
- Asnières-en-Poitou
- Asnières-la-Giraud
- Asnières-lès-Dijon
- Asnières-sous-Bois
- Asnières-sur-Blour
- Asnières-sur-Nouère
- Asnières-sur-Oise
- Asnières-sur-Saône
- Asnières-sur-Seine
- Asnières-sur-Vègre
- Asnois (Nièvre)
- Asnois (Vienne)
- Aspach (Haut-Rhin)
- Aspach (Moselle)
- Aspach-le-Bas
- Aspach-le-Haut
- Asperjoc
- Aspet
- Aspin-Aure
- Aspin-en-Lavedan
- Aspiran
- Aspremont (Alpes-Maritimes)
- Aspremont (Hautes-Alpes)
- Aspres
- Aspres-lès-Corps
- Aspres-sur-Buëch
- Aspret-Sarrat
- Asprières
- Aspères
- Asque
- Asques (Gironde)
- Asques (Tarn-et-Garonne)
- Asquins
- Assac
- Assainvillers
- Assais-les-Jumeaux
- Assas
- Assat
- Assay
- Assenay
- Assencières
- Assenoncourt
- Assevent
- Assevillers
- Assier
- Assieu
- Assignan
- Assigny (Cher)
- Assigny (Seine-Maritime)
- Assions
- Assis-sur-Serre
- Asson
- Asswiller
- Assé-le-Boisne
- Assé-le-Bérenger
- Assé-le-Riboul
- Assérac
- Astaffort
- Astaillac
- Aste-Béon
- Astet
- Astillé
- Astis
- Aston
- Astugue
- Asté
- Athesans-Etroitefontaine
- Athie (Côte-d'Or)
- Athie (Yonne)
- Athienville
- Athies (Pas-de-Calais)
- Athies (Somme)
- Athies-sous-Laon
- Athis
- Athis-Mons
- Athis-de-l'Orne
- Athos-Aspis
- Athose
- Athée (Côte-d'Or)
- Athée (Mayenne)
- Athée-sur-Cher
- Attainville
- Attancourt
- Attaques
- Attenschwiller
- Attiches
- Attichy
- Attignat
- Attignat-Oncin
- Attigny (Ardennes)
- Attigny (Vosges)
- Attignéville
- Attilloncourt
- Attilly
- Attin
- Atton
- Attray
- Attricourt
- Atur
- Aubagnan
- Aubagne
- Aubaine
- Aubais
- Aubarède
- Aubas
- Aubazat
- Aubazines
- Aube (Moselle)
- Aube (Orne)
- Aubenas
- Aubenas-les-Alpes
- Aubenasson
- Aubencheul-au-Bac
- Aubencheul-aux-Bois
- Aubenton
- Aubepierre-Ozouer-le-Repos
- Aubepierre-sur-Aube
- Auberchicourt
- Aubercourt
- Aubergenville
- Auberive
- Auberives-en-Royans
- Auberives-sur-Varèze
- Aubermesnil-Beaumais
- Aubermesnil-aux-Erables
- Aubers
- Aubertin
- Auberville
- Auberville-la-Campagne
- Auberville-la-Manuel
- Auberville-la-Renault
- Aubeterre
- Aubeterre-sur-Dronne
- Aubeville
- Aubevoye
- Aubiac (Gironde)
- Aubiac (Lot-et-Garonne)
- Aubiat
- Aubie-et-Espessas
- Aubiers
- Aubiet
- Aubignan
- Aubignas
- Aubignosc
- Aubigny (Allier)
- Aubigny (Calvados)
- Aubigny (Deux-Sèvres)
- Aubigny (Somme)
- Aubigny (Wandea)
- Aubigny-au-Bac
- Aubigny-aux-Kaisnes
- Aubigny-en-Artois
- Aubigny-en-Laonnois
- Aubigny-en-Plaine
- Aubigny-la-Ronce
- Aubigny-les-Pothées
- Aubigny-lès-Sombernon
- Aubigny-sur-Nère
- Aubigné (Deux-Sèvres)
- Aubigné (Ille-et-Vilaine)
- Aubigné-Racan
- Aubigné-sur-Layon
- Aubilly
- Aubin (Aveyron)
- Aubin (Pyrénées-Atlantiques)
- Aubin-Saint-Vaast
- Aubinges
- Aubière
- Auboncourt-Vauzelles
- Aubonne
- Aubord
- Aubous
- Auboué
- Aubres
- Aubrives
- Aubrometz
- Aubry-du-Hainaut
- Aubry-en-Exmes
- Aubry-le-Panthou
- Aubréville
- Aubure
- Aubussargues
- Aubusson (Creuse)
- Aubusson (Orne)
- Aubusson-d'Auvergne
- Aubvillers
- Auby
- Aubéguimont
- Aubépin
- Aubérive
- Aucaleuc
- Aucamville (Haute-Garonne)
- Aucamville (Tarn-et-Garonne)
- Aucazein
- Aucelon
- Aucey-la-Plaine
- Auch
- Auchel
- Auchonvillers
- Auchy-au-Bois
- Auchy-la-Montagne
- Auchy-les-Mines
- Auchy-lez-Orchies
- Auchy-lès-Hesdin
- Aucun
- Audaux
- Audelange
- Audeloncourt
- Audembert
- Audenge
- Auderville
- Audes
- Audeux
- Audeville
- Audierne
- Audignicourt
- Audignies
- Audignon
- Audigny
- Audincourt
- Audincthun
- Audinghen
- Audon
- Audouville-la-Hubert
- Audrehem
- Audressein
- Audresselles
- Audrieu
- Audrix
- Audruicq
- Audun-le-Roman
- Audun-le-Tiche
- Auenheim
- Auffargis
- Auffay
- Aufferville
- Auffreville-Brasseuil
- Auflance
- Auga
- Augan
- Auge (Ardennes)
- Auge (Charente)
- Auge (Creuse)
- Auge-Saint-Médard
- Augea
- Auger-Saint-Vincent
- Augerans
- Augerolles
- Augers-en-Brie
- Augerville-la-Rivière
- Augicourt
- Augignac
- Augirein
- Augisey
- Augnat
- Augnax
- Augne
- Augny
- Auguaise
- Augy (Aisne)
- Augy (Yonne)
- Augy-sur-Aubois
- Augères
- Augé
- Aujac (Charente-Maritime)
- Aujac (Gard)
- Aujan-Mournède
- Aujargues
- Aujeurres
- Aujols
- Aulan
- Aulas
- Aulhat-Saint-Privat
- Aullène
- Aulnat
- Aulnay (Aube)
- Aulnay (Charente-Maritime)
- Aulnay (Vienne)
- Aulnay-l'Aître
- Aulnay-la-Rivière
- Aulnay-sous-Bois
- Aulnay-sur-Iton
- Aulnay-sur-Marne
- Aulnay-sur-Mauldre
- Aulneaux
- Aulnois
- Aulnois-en-Perthois
- Aulnois-sous-Laon
- Aulnois-sur-Seille
- Aulnoy
- Aulnoy-lez-Valenciennes
- Aulnoy-sur-Aube
- Aulnoye-Aymeries
- Aulon (Creuse)
- Aulon (Haute-Garonne)
- Aulon (Hautes-Pyrénées)
- Aulos (Ariège)
- Ault
- Aulus-les-Bains
- Aulx-lès-Cromary
- Aumagne
- Aumale
- Aumelas
- Aumerval
- Aumes
- Aumessas
- Aumetz
- Aumeville-Lestre
- Aumont (Jura)
- Aumont (Somme)
- Aumont-Aubrac
- Aumont-en-Halatte
- Aumontzey
- Aumur
- Aumâtre
- Auménancourt
- Aunac
- Aunat
- Aunay-en-Bazois
- Aunay-les-Bois
- Aunay-sous-Auneau
- Aunay-sous-Crécy
- Aunay-sur-Odon
- Auneau
- Auneuil
- Aunou-le-Faucon
- Aunou-sur-Orne
- Auppegard
- Aups
- Auquainville
- Auquemesnil
- Auradou
- Auradé
- Auragne
- Auray
- Aure (Ardennes)
- Aurec-sur-Loire
- Aureil
- Aureilhan (Hautes-Pyrénées)
- Aureilhan (Landes)
- Aureille
- Aurel (Drôme)
- Aurel (Vaucluse)
- Aurelle-Verlac
- Aurensan (Gers)
- Aurensan (Hautes-Pyrénées)
- Aureville
- Auriac (Aude)
- Auriac (Corrèze)
- Auriac (Pyrénées-Atlantiques)
- Auriac-Lagast
- Auriac-du-Périgord
- Auriac-l'Eglise
- Auriac-sur-Dropt
- Auriac-sur-Vendinelle
- Auriat
- Auribail
- Auribeau
- Auribeau-sur-Siagne
- Aurice
- Aurignac
- Aurillac
- Aurimont
- Aurin
- Auriol
- Auriolles
- Aurions-Idernes
- Auris
- Aurières
- Auriébat
- Aurons
- Auros
- Auroux
- Aurouër
- Aussac
- Aussac-Vadalle
- Ausseing
- Aussevielle
- Aussillon
- Aussois
- Ausson
- Aussonce
- Aussonne
- Aussos
- Aussurucq
- Autainville
- Autechaux
- Autechaux-Roide
- Autels
- Autels-Saint-Bazile
- Autels-Villevillon
- Auterive (Gers)
- Auterive (Haute-Garonne)
- Auterive (Tarn-et-Garonne)
- Auterrive
- Autet
- Auteuil (Oise)
- Auteuil (Yvelines)
- Autevielle-Saint-Martin-Bideren
- Authe
- Autheuil (Eure-et-Loir)
- Autheuil (Orne)
- Autheuil-Authouillet
- Autheuil-en-Valois
- Autheux
- Authevernes
- Authezat
- Authie (Calvados)
- Authie (Somme)
- Authieule
- Authieux-Papion
- Authieux-Ratiéville
- Authieux-du-Puits
- Authieux-sur-Calonne
- Authiou
- Authoison
- Authon (Alpes-de-Haute-Provence)
- Authon (Loir-et-Cher)
- Authon-Ebéon
- Authon-du-Perche
- Authon-la-Plaine
- Authou
- Authuille
- Authume
- Authumes
- Autichamp
- Autignac
- Autigny
- Autigny-la-Tour
- Autigny-le-Grand
- Autigny-le-Petit
- Autingues
- Autoire
- Autoreille
- Autouillet
- Autrac
- Autrans
- Autrechêne
- Autrecourt-et-Pourron
- Autremencourt
- Autrepierre
- Autreppes
- Autretot
- Autreville (Aisne)
- Autreville (Vosges)
- Autreville-sur-Moselle
- Autreville-sur-la-Renne
- Autrey (Meurthe-et-Moselle)
- Autrey (Vosges)
- Autrey-le-Vay
- Autrey-lès-Cerre
- Autrey-lès-Gray
- Autricourt
- Autruche
- Autry
- Autry-Issards
- Autry-le-Châtel
- Autrèche
- Autrécourt-sur-Aire
- Autréville-Saint-Lambert
- Autrêches
- Autun
- Auty
- Auvare
- Auve
- Auvernaux
- Auvers (Haute-Loire)
- Auvers (Manche)
- Auvers-Saint-Georges
- Auvers-le-Hamon
- Auvers-sous-Montfaucon
- Auvers-sur-Oise
- Auverse
- Auvet-et-la-Chapelotte
- Auvillar
- Auvillars
- Auvillars-sur-Saône
- Auvillers-les-Forges
- Auvilliers
- Auvilliers-en-Gâtinais
- Aux-Aussat
- Auxais
- Auxange
- Auxant
- Auxelles-Bas
- Auxelles-Haut
- Auxerre
- Auxey-Duresses
- Auxi-le-Château
- Auxon (Aube)
- Auxon (Haute-Saône)
- Auxon-Dessous
- Auxon-Dessus
- Auxonne
- Auxy (Loiret)
- Auxy (Saône-et-Loire)
- Auzainvilliers
- Auzances
- Auzas
- Auzat
- Auzat-sur-Allier
- Auzay
- Auzebosc
- Auzelles
- Auzers
- Auzet
- Auzeville-Tolosane
- Auzielle
- Auzits
- Auzon
- Auzouer-en-Touraine
- Auzouville-Auberbosc
- Auzouville-l'Esneval
- Auzouville-sur-Ry
- Auzouville-sur-Saâne
- Availles-Limouzine
- Availles-Thouarsais
- Availles-en-Châtellerault
- Availles-sur-Seiche
- Avajan
- Avallon
- Avanchers-Valmorel
- Avanne-Aveney
- Avant-lès-Marcilly
- Avant-lès-Ramerupt
- Avanton
- Avançon (Ardennes)
- Avançon (Hautes-Alpes)
- Avapessa
- Avaray
- Avaux
- Aveize
- Aveizieux
- Avelanges
- Avelesges
- Avelin
- Aveluy
- Avenas
- Avenay
- Avenay-Val-d'Or
- Avenières
- Avensac
- Avensan
- Aventignan
- Averan
- Averdoingt
- Averdon
- Avermes
- Avernes
- Avernes-Saint-Gourgon
- Avernes-sous-Exmes
- Averton
- Avesnelles
- Avesnes
- Avesnes-Chaussoy
- Avesnes-en-Bray
- Avesnes-en-Saosnois
- Avesnes-en-Val
- Avesnes-le-Comte
- Avesnes-le-Sec
- Avesnes-les-Aubert
- Avesnes-lès-Bapaume
- Avesnes-sur-Helpe
- Avessac
- Avessé
- Aveux
- Avezac-Prat-Lahitte
- Avezan
- Avezé
- Aviernoz
- Avignon-lès-Saint-Claude
- Avignonet
- Avignonet-Lauragais
- Avillers (Meurthe-et-Moselle)
- Avillers (Vosges)
- Avillers-Sainte-Croix
- Avilley
- Avilly-Saint-Léonard
- Avion
- Avioth
- Avirey-Lingey
- Aviron
- Aviré
- Avize
- Avocourt
- Avoine (Indre-et-Loire)
- Avoine (Orne)
- Avoise
- Avolsheim
- Avon (Deux-Sèvres)
- Avon (Seine-et-Marne)
- Avon-la-Pèze
- Avon-les-Roches
- Avondance
- Avord
- Avosnes
- Avot
- Avoudrey
- Avrainville (Essonne)
- Avrainville (Meurthe-et-Moselle)
- Avrainville (Vosges)
- Avranches
- Avranville
- Avrechy
- Avremesnil
- Avressieux
- Avreuil
- Avricourt (Meurthe-et-Moselle)
- Avricourt (Moselle)
- Avricourt (Oise)
- Avrieux
- Avrigney-Virey
- Avrigny
- Avril
- Avril-sur-Loire
- Avrilly (Normandia)
- Avrilly (Orne)
- Avrilly (Owernia)
- Avrillé (Maine-et-Loire)
- Avrillé (Wandea)
- Avrillé-les-Ponceaux
- Avroult
- Avrée
- Avy
- Avène
- Avèze (Gard)
- Avèze (Puy-de-Dôme)
- Avéron-Bergelle
- Awoingt
- Ax-les-Thermes
- Axat
- Axiat
- Ay
- Ay-sur-Moselle
- Ayat-sur-Sioule
- Aydat
- Aydie
- Aydius
- Aydoilles
- Ayen
- Ayencourt
- Ayette
- Ayguatébia-Talau
- Ayguemorte-les-Graves
- Ayguesvives
- Ayguetinte
- Ayherre
- Ayn
- Aynac
- Aynans
- Ayrens
- Ayron
- Ayros-Arbouix
- Ayse
- Ayssènes
- Aytré
- Ayvelles
- Ayzac-Ost
- Ayzieu
- Azannes-et-Soumazannes
- Azas
- Azat-Châtenet
- Azat-le-Ris
- Azay-le-Brûlé
- Azay-le-Ferron
- Azay-le-Rideau
- Azay-sur-Cher
- Azay-sur-Indre
- Azay-sur-Thouet
- Azelot
- Azerables
- Azerailles
- Azerat
- Azereix
- Azet
- Azeville
- Azillanet
- Azille
- Azilone-Ampaza
- Azincourt
- Azolette
- Azoudange
- Azur
- Azy
- Azy-le-Vif
- Azy-sur-Marne
- Azzana
- Azé (Loir-et-Cher)
- Azé (Mayenne)
- Azé (Saône-et-Loire)
- Azérat
- Aïcirits-Camou-Suhast
- Aïssey

| A \| B \| C \| D \| E \| F \| G \| H \| I \| J \| K \| L \| M \| N \| O \| P \| Q \| R \| S \| T \| U \| V \| W \| X \| Y \| Z \| É |